# San Cayetano (partido)
Pour les articles homonymes, voir San Cayetano.
San Cayetano est un partido situé dans la province de Buenos Aires, fondé en 1958, dont le chef-lieu est San Cayetano.

## Toponymie
Le nom du partido est un hommage et une mémoire à Cayetano de la Canal, cofondateur de Necochea, décédé dans la bataille de San Antonio de Iraola en 1855.

## Histoire
Il y a eu plusieurs tentatives pour parvenir à l'autonomie communale (de Necochea). Le premier projet a été présenté en 1928, mais il faudra attendre 1958, lorsque le 4 novembre, le gouverneur de l'époque promulgue la loi votée par l'Assemblée législative le 24 octobre, une date qui est prise pour célébrer l'anniversaire de l'autonomie.

## Démographie
Selon les estimations de juin 2007, la population était de 7 985 habitants :
- Population en 1991 : 8 687 habitants ;
- Population en 2001 : 8 119 habitants ;
- Population en 2010 : 8 399 habitants.

## Politique

### Liste des maires
| Nom                       | Mandat                              | Parti |
| ------------------------- | ----------------------------------- | ----- |
| Juan Carlos Marlats       | 10 décembre 1983 — 10 décembre 1987 | UCR   |
| Tomás Arnaldo Visciarelli | 10 décembre 1987 — 10 décembre 1999 | PJ    |
| Miguel Ángel Stornini     | 10 décembre 1999 — 10 décembre 2007 | PJ    |
| Miguel Ángel Gargaglione  | Depuis le 10 décembre 2007          | UCR   |